# Озьель
Озье́ль (фр. Auzielle, окс. Ausièla) — коммуна во Франции, находится в регионе Юг — Пиренеи. Департамент — Верхняя Гаронна. Входит в состав кантона Кастане-Толозан. Округ коммуны — Тулуза.
Код INSEE коммуны — 31036.

## География

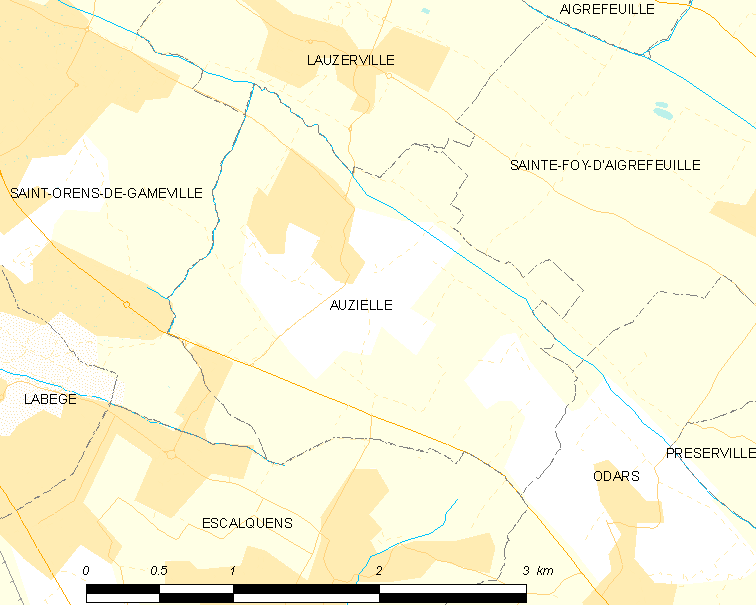
Карта коммуны

Коммуна расположена приблизительно в 600 км к югу от Парижа, в 13 км к юго-востоку от Тулузы.
По территории коммуны протекают небольшие реки Маркессон и Николь (фр. Nicol).

## Климат
Климат умеренно-океанический. Зима мягкая и снежная, весна характеризуется сильными дождями и грозами, лето сухое и жаркое, осень солнечная. Преобладают сильные юго-восточные и северо-западные ветры.

## Население
Население коммуны на 2010 год составляло 1284 человека.
| 1962 | 1968 | 1975 | 1982 | 1990 | 1999 | 2010 |
| ---- | ---- | ---- | ---- | ---- | ---- | ---- |
| 166  | 138  | 410  | 1002 | 1091 | 1556 | 1284 |

## Администрация
| Период | Период | Фамилия          | Партия | Примечания |
| ------ | ------ | ---------------- | ------ | ---------- |
| 2001   | 2008   | Жан-Клод Жоржлен |        |            |
| 2008   | 2020   | Франсис Конда    |        |            |

## Экономика
В 2010 году среди 941 человека трудоспособного возраста (15—64 лет) 653 были экономически активными, 288 — неактивными (показатель активности — 69,4 %, в 1999 году было 71,6 %). Из 653 активных жителей работали 622 человека (321 мужчина и 301 женщина), безработных было 31 (15 мужчин и 16 женщин). Среди 288 неактивных 131 человек были учениками или студентами, 101 — пенсионерами, 56 были неактивными по другим причинам.

## Достопримечательности
- Церковь Св. Петра